# Ángela Hernández
Ángela Patricia Hernández Álvarez (Floridablanca, 14 ottobre 1990 – Bucaramanga, 1º maggio 2022) è stata una politica, avvocata e giornalista colombiana.

## Biografia
Ángela Hernández nacque a Floridablanca, nel dipartimento di Santander, il 14 ottobre del 1990. Cresciuta all'interno di una famiglia tradizionale, manifestò sempre grande interesse per l'ambito politico. Quando venne nominata consigliera municipale del comune di Floridablanca, era la più giovane consigliera comunale della Colombia. Successivamente, all'età di 25 anni fu eletta deputata del dipartimento di Santander.
Le venne diagnosticato un tumore alla mammella nel 2020 e dovette subire una mastectomia. Morì per una recidiva della malattia il 1º maggio del 2022.

## Carriera

### Polemica col ministero dell'istruzione colombiano
Mentre partecipava all'assemblea dipartimentale di Santander, affermò che il ministero dell'educazione nazionale stava portando avanti una "colonizzazione omosessuale" nelle scuole del paese in risposta a una legge risalente al 2013 che istituiva un insegnamento nazionale della convivenza scolastica e della formazione sull'esercizio dei diritti umani. Secondo lei, i genitori di Santander manifestavano la loro preoccupazione di fronte alle indicazioni che funzionari del ministero dell'educazione facevano nelle scuole per incoraggiare i bagni e le uniformi miste. Affermò tuttavia di non essere omofoba, ma temeva che il ministro dell'istruzione colombiano avrebbe approfittato dell'ambiguità della legge per girarla a proprio vantaggio.

### Polemica sulla bandiera LGBT nel municipio di Bucaramanga
Il 29 luglio del 2016 il Comune di Bucaramanga decise di issare una bandiera che rappresentava la comunità LGBT+ nella sede, per solidarietà. Ángela Hernández mise in discussione questa decisione e i progetti del governo che cercavano di includere l'ideologia di genere nelle scuole. Per questo fu duramente criticata per la sua posizione nei confronti della comunità LGBT+.

### Candidatura a governatrice di Santander
Nel 2019, Ángela Hernández si candidò come governatrice di Santander con il Partito Sociale di Unità Nazionale, con il sostegno del Partito Liberale Colombiano, su una piattaforma al fine di migliorare le infrastrutture e il commercio e combattere la corruzione.